# 7976 Пінігін
7976 Пінігін (7976 Pinigin) — астероїд головного поясу, відкритий 21 серпня 1977 року.
Названий на честь російського й українського астронома, директора Миколаївської астрономічної обсерваторії Генадія Івановича Пінігіна (1943—2020).